# Wasza muzyka
Wasza muzyka – trzeci album zespołu Jorrgus wydany w 2013 roku w firmie fonograficznej Jorrgus.
Płyta zawiera 18 piosenek, w tym pięć remiksów. Do 9 piosenek zostały nagrane teledyski.

## Lista utworów
1. „Jesteś”
2. „Nasza muzyka”
3. „Intryguj, uwodź, prowokuj mnie”
4. „Czas (utwór Jorrgusa)|Czas”
5. „Zawsze sobą”
6. „Bez przyjaźni”
7. „Lód i ogień”
8. „Polski bad boy”
9. „To były dni”
10. „W szczęściu”
11. „Czas (utwór Jorrgusa)|Czas” (remix)
12. „Ona gra”
13. „Tak przy tobie”
14. „Intryguj, uwodź, prowokuj mnie” (remix)
15. „Moda na balety”
16. „Nasza muzyka” (remix)
17. „W szczęściu” (remix)
18. „To były dni” (remix)